# Катценштайн, Вальтер
Вальтер Катценштайн (нем. Walther Katzenstein; 8 октября 1878, Лиссабон — 9 сентября 1929, Гамбург) — немецкий гребец, чемпион летних Олимпийских игр 1900.
На Играх Катценштайн принял участие в соревнованиях четвёрок и восьмёрок. В первом состязании, он, в составе второй немецкой команды, сначала выиграл полуфинал с результатом 5:56,2, а затем один из финалов за 5:59,0.
Затем, Катценштайн соревновался среди восьмёрок. Его команда сначала заняла третье место в полуфинале, а затем четвёртое в финале, не выиграв ни одной медали.